# هاري فليتشير
هاري فليتشير (بالإنجليزية: Harry Fletcher)‏ هو نقابي وسياسي أسترالي، ولد في 28 مايو 1910 في ملبورن في أستراليا، وتوفي في 17 أكتوبر 1990 في أستراليا. حزبياً، نشط في حزب العمال الأسترالي ‏. وقد انتخب عضو الجمعية التشريعية لأستراليا الغربية.